# 上杉宗房
上杉 宗房（うえすぎ むねふさ）は、江戸時代中期の大名。出羽国米沢藩7代藩主。山内上杉家23代当主。

## 経歴
5代藩主・上杉吉憲の次男として誕生した。『寛政重修諸家譜』では正徳2年（1712年）生まれとしているが、有力なのは『上杉家御年譜』の享保3年（1718年）6月17日生まれという説である。享保19年（1734年）5月13日、兄・宗憲が嗣子無くして死去したため、その養嗣子となって同年6月28日に家督を継いだ。同年12月11日、従四位下・侍従兼民部大輔に叙任された。藩主になるまでの初めの名乗りは勝豊（かつとよ）であったが、就任後は兄同様、8代将軍・徳川吉宗より偏諱を受けて宗房と改めた。元文元年（1736年）に米沢藩に初入部する。元文2年(1737年)に尾張藩7代藩主・徳川宗春の養女（松平義方の娘）である近姫と婚姻する。
宗房の代になると、藩財政の窮乏だけでなく年貢の未納なども深刻となり、宗房は百姓に対して元文3年（1738年）に年貢の当年分完納を条件とした7か月分未納分延納許可などによる対策を講じた。また、元文4年（1739年）には藩士の借り上げ分の一部返済を条件とした倹約令を出して藩財政を再建しようとしたが、あまり効果はなかった。
寛保2年（1742年）に置賜郡3万6千889石（34か村）と、村山郡1万4千948石（13か村）が米沢藩預かり領となり、高畠と漆山に陣屋を設ける。
延享3年（1746年）、兄と同じく嗣子無くして米沢にて死去した。享年29。墓所は米沢市内にある。跡を同母弟の勝政改め重定が継いだ。

## 系譜
- 父：上杉吉憲
- 母：山中氏
- 養父：上杉宗憲
- 正室：近姫 - 松平義方の娘、徳川宗春の養女
- 養子
  - 男子：上杉重定 - 実弟